# Misuzu Kaneko
Pour les articles homonymes, voir Kaneko (homonymie).
Misuzu Kaneko (金子 みすゞ, Kaneko Misuzu, 11 avril 1903 – 10 mars 1930) est une compositrice de chansons et poétesse japonaise. 

## Biographie
Elle est née portant le nom Teru Kaneko à Senzaki-mura, maintenant intégré à Nagato, préfecture de Yamaguchi. Son père Shōnosuke meurt en 1907.
Senzaki est un village de pêche dont la ressource principale est la sardine japonaise. Les scènes de pêche et de mer sont souvent présentes dans la poésie de Misuzu Kaneko. 
Kaneko se met sérieusement à écrire de la poésie pour enfants à l'âge de vingt ans, peu après qu'elle est devenue gérante et seule employée d'une librairie à Shimonoseki, ville située à la pointe sud de Honshu. C'est là qu'elle découvre des magazines consacrés à la littérature pour enfants tels qu'Akai tori (赤い鳥, L'Oiseau rouge), Dōwa (童話, Contes), Fujin Kurabu (婦人倶楽部), Fujin Gahō et Kin no Hoshi (金の星), très en vogue alors et qui sollicitent des histoires et des poésies de la part de leurs lecteurs. Kaneko envoie quelques poèmes dont cinq, parmi lesquels Les poissons, sont acceptés pour publication dans le numéro de septembre 1923 de quatre de ces magazines.
Kaneko Misuzu publie ainsi environ 90 poèmes, essentiellement dans la revue Dōwa, ce qui fait d'elle la plus célèbre des jeunes poètes pour enfants. Le poète Saijō Yaso (西條八十) la considère alors comme l'étoile géante des jeunes poètes pour enfants.
Elle se marie en 1926, et donne naissance en novembre à une fille, Fusae. Son mari lui interdit dès lors la poésie, et même de correspondre avec d'autres auteurs. Elle décide alors d'écrire ses œuvres dans trois carnets, avant d'arrêter d’écrire.
Son époux contracte une maladie vénérienne dans les quartiers de plaisir[réf. souhaitée] et elle divorce. Au début, son mari est d'accord pour qu'elle élève seule leur fille mais change d'avis et[réf. souhaitée] tente d'obtenir la garde de l'enfant. En protestation, elle se suicide le 10 mars 1930, à l’âge de 26 ans, après avoir écrit une lettre à son mari lui demandant de laisser sa mère à elle élever l'enfant.

## Postérité
Après sa mort, son œuvre est petit à petit oubliée, jusqu'à ce que 512 poèmes écrits de la main de Kaneko dans ses trois carnets soient mis au jour en 1982 par le poète Setsuo Yazaki (矢崎 節夫) chez le frère de Misuzu Kaneko. La collection entière des poèmes de Kaneko est ensuite publiée dans une anthologie en six volumes. Désormais, plusieurs de ses poèmes figurent dans les manuels de japonais des écoles primaires, et sont traduits dans plus de dix langues.
Plusieurs adaptations télévisuelles de sa vie ont été réalisées, les plus récentes étant les téléfilms Akarui hō e akarui hō e (明るいほうへ 明るいほうへ) diffusé en 2001 avec Takako Matsu dans le premier rôle, et Kaneko Misuzu monogatari－Minna chigatte, minna ii (金子みすゞ物語〜みんなちがってみんないい〜) diffusé en 2012, avec Aya Ueto dans le premier rôle.
Misuzu Kaneko a été comparée à Christina Rossetti[réf. nécessaire].